# Europäische Technische Standardzulassung
Die Europäische Technische Standardzulassung (englisch European Technical Standard Order, ETSO) ist eine detaillierte Lufttüchtigkeitsspezifikation für Bau- und Ausrüstungsteile von Luftfahrzeugen.
Europäische Technische Standardzulassungen werden von der Europäischen Agentur für Flugsicherheit (European Union Aviation Safety Agency, EASA) herausgegeben und gelten somit in erster Linie für Geräte der zivilen, gewerblichen Luftfahrt innerhalb der EU; sie sind bei der Konstruktion von Bau- und Ausrüstungsteilen für Luftfahrzeuge einzuhalten. Auf Basis dieser Spezifikation können für einzelne Konstruktionen durch die EASA Zulassungen gemäß Europäischer Technischer Standardzulassung (ETSO-Zulassungen) erteilt werden.

## Hintergrund
Das europäische Luftrecht unterscheidet bezüglich Luftfahrtgerät zwischen Erzeugnissen (engl. products) sowie Teilen und Ausrüstungen (engl. parts and appliances); alle diese Geräte bedürfen einer Zulassung „nach den Normen und Verfahren des Abkommens von Chicago“. Erzeugnisse – das sind nach Verständnis des europäischen Luftrechts Luftfahrzeuge sowie deren Triebwerke und Propeller – bedürfen einer Musterzulassung nach den Abschnitte B, D und E des Anhangs I (Part 21) der EU-Verordnung Nr. 748/2012 (dieses Verfahren unterscheidet sich vom Prozess zur Erlangung einer ETSO-Zulassung). Teile und Ausrüstungen sind definiert als Instrumente, Vorrichtungen, Mechanismen, Geräte, Armaturen oder Zubehörteile einschließlich Kommunikationseinrichtungen, welche für den Betrieb oder die Kontrolle eines Luftfahrzeugs im Flugbetrieb verwendet werden. Dazu gehören auch Teile der Luftfahrzeugzelle, eines Triebwerks oder eines Propellers. Das Verfahren für die Zulassung von Konstruktionen solcher Teile und Ausrüstungen – das Verfahren der ETSO-Zulassung – ist im Abschnitt O des Anhangs I (Part 21) der EU-Verordnung Nr. 748/2012 definiert.
Da das europäische Luftrecht zum überwiegenden Teil aus dem US-amerikanischen Luftrecht abgeleitet wurde, ist auch das Verfahren der ETSO-Zulassung in enger Anlehnung an das US-amerikanische Verfahren der TSO-Zulassung entstanden.

## Zulassungsverfahren
Damit die Konstruktion eines Luftfahrzeugteils bzw. von Ausrüstungen für die Luftfahrt nach Abschnitt O des Anhangs I (Part 21) der EU-Verordnung Nr. 748/2012 zugelassen werden kann, muss sie den Anforderungen der Lufttüchtigkeitsspezifikation CS-ETSO entsprechen. Diese bildet somit eine Basis für die Entwicklung solcher Teile und Ausrüstungen (ETSO-Artikel).
Ein Entwicklungsbetrieb von ETSO-Artikeln muss im Zuge der Antragstellung auf eine ETSO-Zulassung bei der EASA nachweisen, dass er als Betrieb über die notwendigen Strukturen, Kenntnisse und Fähigkeiten verfügt, und zudem seine Konstruktion die Forderungen der anzuwendenden ETSO erfüllt. Für die Entwicklung von Hilfsturbinen muss der Betrieb dazu nach Abschnitt J des Part 21 als Entwicklungsbetrieb zugelassen sein, für alle übrigen ETSO-Artikel genügt es, wenn er durch Verfahrensunterlagen nachweist, dass er die im Part 21 geforderte spezifische Konstruktionspraxis einhält. Für die Praxis bedeutet dies, dass er nach den Vorgaben für Entwicklungsbetriebe nach Abschnitt J des Part 21 arbeiten, jedoch nicht entsprechend zertifiziert sein muss.
Weist der Entwicklungsbetrieb nach, dass er die Vorgaben des Part 21 und seine Konstruktion die Forderungen der anzuwendende ETSO erfüllt, erhält er durch die EASA eine ETSO-Zulassung und ist damit Inhaber dieser Zulassung, verbunden mit den entsprechenden Pflichten.

## Spezifikation
Die einzelnen ETSO sind in der Lufttüchtigkeitsspezifikation CS-ETSO zusammengefasst. Diese wird von der EASA herausgegeben und ist in zwei Abschnitte unterteilt; Abschnitt A mit generellen Festlegungen zu Umwelt- und Softwarestandards sowie Abschnitt B mit einer Liste für die artikelbezogenen Einzelspezifikationen. Insgesamt gibt es 91 ETSO, deren Inhalt ähnlich jenem der entsprechenden FAA-TSO ist, sowie 22 weitere ETSO, deren Inhalt entweder deutlich von den TSO abweicht oder für die es keine US-amerikanischen Entsprechungen gibt (Stand: Erstausgabe CS-ETSO vom 24. Oktober 2003).
In der Hauptsache verweisen die einzelnen ETSO auf weitere Spezifikationen, z. B. Dokumente der EUROCAE, RTCA, SAE sowie MIL-Standards.